# 후지사와 가즈나리
후지사와 가즈나리(일본어: 藤沢一就, 1964년 8월 12일 도쿄도 ~ )는 일본기원 도쿄본원 소속의 프로바둑 기사로 아버지는 괴물이라는 별칭을 받았던 큰 기성전 6연패를 기록해 명예기성(名誉棋聖)인 후지사와 히데유키 9단의 아들이고 딸은 2010년 최연소 입단한 현직 바둑기사 후지사와 리나 3단이다. 문하생은 데라야마 레이, 모토키 가쓰야, 누마다테 사키야, 기베 나스키 등이다.

## 생애 및 입단
- 1964년 8월 12일 일본 일본 도쿄도 출생
- 1981년 아버지인 후지사와 히데유키 9단으로부터 입단
- 1982년 2단 승단
- 1984년 3단 승단
- 1989년 4단 승단
- 1990년 5단 승단
- 1993년 6단 승단
- 1996년 7단 승단
- 1999년 8단 승단

## 입상
- 1983년 제7기 기성전(棋聖戰) 초단전 준우승
- 1985년 제9기 기성전(棋聖戰) 2단전 우승
- 1986년 제10기 기성전(棋聖戰)3단전 우승